# Тиссон, Филип
Исидор Филип Тиссон (англ. Isidore Philip Tisson; 12 сентября 1985, Сент-Люсия — 30 августа 2010, Бруклин, Нью-Йорк) — сент-люсийский футболист, полузащитник.

## Биография
Филип Тиссон родился 12 сентября 1985 года.
Играл в футбол на позиции полузащитника. В 2007—2008 годах выступал в чемпионате Сент-Люсии за «Канарис», в 2008—2009 годах — за «Анс-ла-Рей Янг Старз».
Сезон-2009/10 провёл в чемпионате Американских Виргинских Островов в составе «Эленитеса».
В июне 2008 года сыграл 2 матча за сборную Сент-Люсии. Дебютировал 11 июня в Гватемале в матче отборочного турнира чемпионата мира против сборной Гватемалы (0:6), выйдя на замену на 56-й минуте. 14 июля в Лос-Анджелесе участвовал во втором матче с Гватемалой (1:3), вышел на замену на 56-й минуте и был заменён на 88-й.
Застрелен 30 августа 2010 года в районе Нью-Йорка Бруклин. Тиссон вышел из ночного клуба на Ютика-авеню, сел в машину с четырьмя женщинами, после этого к автомобилю подошёл мужчина и выстрелил ему в голову.